# Llibert Cuatrecasas i Membrado
Llibert Cuatrecasas i Membrado   (Barcelona, 2 de maig de 1934 - 3 de gener de 2025) va ser un advocat, polític i economista català. Va formar part del Parlament de Catalunya, el Congrés dels Diputats o el Consell d'Europa, i va representar i assessorar el Govern de la Generalitat en afers europeus i exteriors. Va ser president de l'Institut d'Estudis Humanístics Miquel Coll i Alentorn (INEHCA).

## Trajectòria
Era llicenciat en dret i ciències econòmiques per la Universitat de Barcelona. Va ser membre del Col·legi d'Advocats de Barcelona, del Col·legi, d'Economistes de Catalunya i del Col·legi de Censors Jurats de Comptes de Catalunya.
Militant d'Unió Democràtica de Catalunya des del 1953, en va formar part del comitè de govern i va ser president de la Comissió de Relacions Internacionals. Va ser membre del Consell de Forces Polítiques de Catalunya i de la Comissió Mixta de Traspassos entre l'Estat i la Generalitat de Catalunya.
A les eleccions generals espanyoles de 1979 va ser elegit diputat de CiU per la província de Barcelona, cosa que va repetir a les eleccions generals espanyoles de 1982, 1986 i 1989. Dins del Congrés dels Diputats va ser Vicepresident Segon de la Comissió de Règim de les Administracions Públiques (1982-1986) i Secretari Segon de la Comissió Mixta per a les Relacions amb el Tribunal de Comptes (1986-1989).
A les eleccions al Parlament de Catalunya de 1992 va ser elegit diputat. Dins del Parlament de Catalunya va ser Vicepresident de la Comissió d'Estudi sobre la Problemàtica del cicle de l'aigua a Catalunya i Secretari de la Comissió de la Sindicatura de Comptes. Va ser representant de CiU a l'Assemblea Parlamentària del Consell d'Europa, va ser Comissionat d'Actuacions Exteriors de la Generalitat de Catalunya fins al 1997 i assessor del president de la Generalitat en assumptes europeus.
A partir del 1994, va ser representant de la Generalitat en la Cambra de les Regions del Consell d'Europa. Des de 2007, Llibert Cuatrecasas va ser el president de l'Institut d'Estudis Humanístics Miquel Coll i Alentorn (INEHCA), sent-ne el darrer president conegut. El 2015 li va ser concedida la Creu de Sant Jordi "per la dedicació continuada al servei de Catalunya que ha exercit des de diferents àmbits, nacionals i internacionals."